# 朝阳巷温宅
朝阳巷温宅是中国浙江省湖州市吴兴区的一座历史建筑，位于吴兴区朝阳街道小西街历史文化街区朝阳巷26号。
朝阳巷温宅由开设昌大典当行的温蔗青、温选臣父子始建于清光绪二十年左右，至民国年间建成，规模宏大，包括西侧五进住宅，和东侧楼房，木雕精美。温选臣热心慈善公益事业，捐地建福音医院和湖州中学。    
2003年1月20日，朝阳巷温宅公布为湖州市文物保护单位。